# شبيه فقاع الطفولة الفرجي
شبيه فقاع الطفولة الفرجي (بالإنجليزية: Vulvar childhood pemphigoid)‏ هي حالة جلدية وتعد شكلا من أشكال الفقعان الفقاعي الذي يحدث في الطفولة ويحدث فيها أن يشمل المرض منطقة الأعضاء التناسلية والعجان بشكل غريب.